# Ercan Kara
Ercan Kara [eɾdʒan kɑˈɾɑ] (* 3. Jänner 1996 in Wien) ist ein österreichischer Fußballspieler.

## Karriere

### Verein
Kara begann seine Karriere beim SK Slovan-Hütteldorfer AC. Im November 2011 debütierte er für die erste Mannschaft von Slovan in der Wiener Stadtliga, als er am 13. Spieltag der Saison 2011/12 gegen den Nußdorfer AC in der 60. Minute für Burak Özbek eingewechselt wurde. Bis Saisonende kam er zu zehn Einsätzen. Im Mai 2013 erzielte er bei einer 3:2-Niederlage gegen den Post SV Wien sein erstes Tor in der vierthöchsten Spielklasse. In der Saison 2012/13 kam er zu 28 Einsätzen, in denen er ein Tor erzielte; mit Slovan musste er zu Saisonende jedoch als Vorletzter aus der Stadtliga absteigen. In der Saison 2013/14 erzielte er in der Oberliga in 27 Spielen 32 Tore, den Wiederaufstieg verpasste er mit seiner Mannschaft mit dem siebten Tabellenrang jedoch deutlich.
Zur Saison 2014/15 wechselte er zu den drittklassigen Amateuren des Bundesligisten FK Austria Wien. Im August 2014 debütierte er in der Regionalliga, als er am dritten Spieltag jener Saison gegen den SV Neuberg in der 86. Minute für Marko Kvasina eingewechselt wurde. Sein erstes Tor in der Regionalliga erzielte er im April 2015 bei einem 1:1-Remis gegen den SKU Amstetten. In seiner ersten Saison bei der Austria kam er zu 16 Einsätzen für die Amateure, in denen er ein Tor erzielte. In der Saison 2015/16 wurde er vier Mal eingesetzt.
Zur Saison 2016/17 wechselte er zum viertklassigen FC Karabakh Wien. Für Karabakh erzielte er in jener Saison in 30 Spielen 35 Tore und stieg mit dem Verein als Meister der Wiener Stadtliga in die Regionalliga auf. Seine 35 Tore machten ihm zudem zum Torschützenkönig der Stadtliga. In der Saison 2017/18 absolvierte er 29 Spiele in der Regionalliga und erzielte dabei 26 Tore, womit er auch in der Regionalliga Ost Torschützenkönig wurde. Zur Saison 2018/19 wurde Karabakh in FC Mauerwerk umbenannt. Für Mauerwerk absolvierte er in jener Saison 28 Spiele und erzielte dabei 22 Tore, womit er zum dritten Mal in Folge Torschützenkönig wurde.
Zur Saison 2019/20 wechselte er zum Zweitligisten SV Horn. Sein Debüt in der 2. Liga gab er im Juli 2019, als er am ersten Spieltag jener Saison gegen die Zweitmannschaft des FK Austria Wien in der Startelf stand. In jenem Spiel, das Horn mit 5:1 gewann, erzielte er auch seine ersten beiden Zweitligatore. Für Horn kam er zu 16 Zweitligaeinsätzen, in denen er 13 Tore erzielte.
Im Jänner 2020 wechselte Kara zum Bundesligisten SK Rapid Wien, bei dem er einen bis Juni 2022 laufenden Vertrag erhielt. Sein Debüt in der Bundesliga gab er im Februar 2020 gegen den TSV Hartberg. In jener Partie wurde er in Minute 81 für Christoph Knasmüllner in die Partie gebracht und erzielte in der Nachspielzeit mit dem Treffer zum 2:2-Endstand auch sein erstes Tor in der höchsten Spielklasse. Bis Saisonende kam er zu neun Einsätzen, in denen er dreimal traf. In der Saison 2020/21 gelang Kara schließlich auch der Durchbruch in der Bundesliga: Er kam in allen 32 Saisonspielen zum Einsatz und machte dabei 15 Tore, womit er der viertbeste ligaweit und der beste Torschütze seiner Mannschaft war. In jener Spielzeit schaffte Kara auch den Sprung ins Nationalteam.
In der Saison 2021/22 konnte er nach Startschwierigkeiten zu Saisonbeginn erneut an seine Trefferquote aus der Vorsaison anknüpfen und hielt in der Winterpause bei neun Toren in 17 Einsätzen. Im Jänner 2022 verließ Kara Rapid nach zwei Jahren und wechselte ein halbes Jahr vor dem Ende seines Vertrags in Wien in die USA zu Orlando City, wo er bis Dezember 2024 unterschrieb. In seiner ersten Spielzeit in der Major League Soccer erzielte er in 29 Saisoneinsätzen elf Tore.
In der Saison 2023 kam er zu 15 Einsätzen und traf dabei fünfmal, ehe er im September 2023 in die Türkei zu Erstligaaufsteiger Samsunspor wechselte. Für Samsun spielte er 31 Mal in der Süper Lig und erzielte dabei drei Tore. Im Februar 2025 kehrte Kara leihweise zu Rapid zurück. Während der Leihe absolvierte er 15 Bundesligapartien, in denen er ein Tor erzielte. Im Juli 2025 wurde Kara anschließend fest verpflichtet und erhielt einen bis 2027 laufenden Vertrag bei Rapid.

### Nationalmannschaft
Im März 2021 wurde Kara erstmals in den Kader der österreichischen A-Nationalmannschaft berufen. Sein Debüt im Nationalteam gab er im selben Monat, als er in der Qualifikation für die WM 2022 gegen Dänemark in der 74. Minute für Xaver Schlager eingewechselt wurde. Am 9. Oktober 2021 feierte Kara beim 2:0-Auswärtssieg Österreichs gegen die Färöer in der WM-Qualifikation sein Startelfdebüt, ihm gelang dabei die Vorlage zum 1:0.